# Veržej
Veržej (in tedesco Wernsee) è un comune della Slovenia di 1 325 abitanti, appartiene alla regione statistica della Murania. 

## Geografia antropica

### Suddivisioni amministrative
Il comune di Veržej è suddiviso da 3 insediamenti (naselija):
- Banovci
- Bunčani
- Veržej, sede comunale

## Amministrazione
| Periodo | Periodo   | Primo cittadino | Partito | Carica  | Note |
| ------- | --------- | --------------- | ------- | ------- | ---- |
| 1998    | 2002      | Drago Legen     |         | sindaco |      |
| 2002    | 2006      | Drago Legen     |         | sindaco |      |
| 2006    | 2010      | Slavko Petovar  |         | sindaco |      |
| 2010    | 2014      | Slavko Petovar  |         | sindaco |      |
| 2014    | 2018      | Slavko Petovar  |         | sindaco |      |
| 2018    | 2022      | Slavko Petovar  |         | sindaco |      |
| 2022    | in carica | Drago Legen     |         | sindaco |      |